# Dick Dale
Dick Dale (Boston, 4 de maio de 1937 - Loma Linda, 16 de março de 2019), nome artístico de Richard Anthony Monsour, foi um guitarrista de surf rock, sendo aclamado como o criador deste gênero musical. Ele foi o pioneiro no uso de efeitos de reverberação portáteis, criando uma assinatura de textura sonora para instrumentais de surf, dando a nítida sensação de que a música flui em ondas, como se estivesse a surfar pelo ar.
Foi considerado o 74º melhor guitarrista de todos os tempos pela revista norte-americana Rolling Stone.
Seu maior sucesso é a versão que fez da canção Misirlou", presente na trilha sonora do filme Pulp Fiction e também na do jogo Guitar Hero II. O grupo Black Eyed Peas usou samples na música no hit Pump It. Ele atende por "The King of Surf Guitar". É considerado o "Pai do surf rock". Além do acima citado, Dick Dale, é também o indireto responsável pela existência dos cabeçotes de 100 Watts RMS e pela presença de uma unidade de reverb neles. E nada disso seria possível sem a fúria do que se conhece por "The Beast", a one-of-a-kind Stratocaster dourada de Dick Dale.

## Biografia
Richard Monsour aprendeu a tocar piano com apenas 9 anos de idade. Admirador do estilo e da música de Hank Williams, ele comprou um ukulele de brinquedo por apenas 6,00 dólares e aprendeu a tocá-lo sozinho, lendo um livro de instruções. A primeira música tocada por ele com o instrumento foi Tennessee Waltz. Como seu pai era libanês e sua mãe polonesa, ele passou sua infância ouvindo músicas das duas culturas, o que causou grande impacto em seu senso melódico e na forma de tocar guitarra.
Dick começou a surfar na adolescência, em meados dos anos 50, quando foi morar para Los Angeles. Foi nesta época que ele criou o surf rock, ao "musicar" os sons das ondas em sua guitarra. Tocava por farra, para sua turma de surfistas. Logo o ritmo tribal contagiante de sua música passou a atrair gente de 'outras praias'. A visível mania que se dava com mais de 400 pessoas se apertando no Rendezvous Ballroom na cidade de Balboa/Califórnia, passou a chamar a atenção. O fenômeno era tanto que até Leo Fender, criador da marca de guitarra mais famosa do mundo, decidiu ir até Balboa, Califórnia, atrás de Dick Dale e o seu desempenho nos palcos.

### Parceria com Leo Fender
Leo, impressionado com o sucesso do jovem guitarrista, pediu que o garoto experimentasse uma de sua novas guitarras, a Stratocaster. Um amplificador Fender também foi no pacote. Dick aceitou a guitarra, virou-a de ponta cabeça e sem inverter a ordem das cordas tirou daquele instrumento um som que nunca ninguém havia escutado antes. Foi para o palco e da primeira noite em diante estourou nada menos do que 49 amplificadores Fender com seus respectivos falantes. Dale, em contato permanente com Leo Fender, explicou ao amigo 'patrocinador' que seus amplificadores não estavam dando conta. Ele precisava de algo que lhe permitisse mais volume, pois no Ballroom, se a guitarra não estivesse bem alta, - '. . . o pessoal lá de trás não escuta.' Leo Fender e Freddy T. resolveram ir até o Ballroom uma noite para ver o que acontecia, e no momento em que o show começou eles logo entenderam o que Dick Dale precisava. Pouco tempo depois, Leo Fender entregou ao jovem Dale um amplificador que trazia um transformador de 85 watts de saída, que alcançava um pico de 100 watts. O Showman. Dale e Fender foram até James B. Lansing da James B. Lansing Speaker Company e encomendaram um falante de 15 polegadas, Este falante acabou ficando conhecido mais tarde como 15 JBL -D130 speaker. O falante não aguentou muito tempo e eles voltaram a oficina de J.B.Lansing e pediram que ele emborrachasse o cume frontal do falante, permitindo que o mesmo se deslocasse para frente e para trás de acordo com o sinal da guitarra de Dale, eliminando assim os ruídos e distorções provocadas pela trepidação do falante. O novo modelo foi batizado JBL D-130F, com F de Fender. Com o novo falante, Leo resolveu que a solução seria uma caixa com 2 15 JBL D-130F, e não satisfeito desenvolveu um transformador de 100 watts e agora chegava a um pico de inacreditáveis 180 watts. Este era o Dual-Showman Piggy Back Amp. O primeiro de uma espécie.

### Surfers' Choice - Primeiro Álbum
Em 1956, já depois de ter assumido o nome artístico de Dick Dale, venceu um concurso de imitações de Elvis Presley, e começou a dedicar-se ao rock, gravado com a banda "Dick Dale and the Rhythm Wranglers" seu álbum de estréia. "Surfers' Choice", foi lançado em 1962 com o selo Capitol Records e vendeu aproximadamente 88 mil cópias.
"Let's Go Trippin'", o primeiro single do álbum, é considerado por muitos como a primeira gravação de surf music. A canção tornou-se um hit local na California, mas não alcançou o resto do país.
Este álbum lhe rendeu matéria na revista Life, entrevista no The Ed Sullivan Show", e até participações em filmes, seja com aparições (como a que ele e sua banda fazem no filme Beach Party performando as canções Secret Surfin' Spot e Surfin' and Swingin'), seja com canções inclusas em trilhas-sonoras, como a de A Swingin Affair com Miserlou.
Dale era agora a cara da surf music. Mas mais importante que isso foi o som que Dale criou. O guitarrista definiu um estilo e inspirou uma multidão de jovens a entrar de cabeça nele.

### King of the Surf Guitare aparições em filmes
King of the Surf Guitar, o segundo álbum, foi lançado um ano depois, também com o selo Capitol Records.
Logo depois do lançamento do disco, Dale e sua banda (Dick Dale & His Del-Tones) fazem uma aparição no filme Quanto mais músculos melhor performando as canções "My First Love," "Runnin' Wild" e "Muscle Beach". Este filme ajudou a popularizar não só o músico e sua banda, bem como o gênero musical e a cultura do surf.
A surf music, então, se transformou em uma febre nacional e, grupos como Beach Boys e Jan & Dean começaram a se tornar notórios.

### Perda da popularidade com aInvasão Britânicae diagnóstico de cancer
Depois de King of the Surf Guitar, Dale lançaria mais outros três discos até 1965.
Em 1964, porém, a chamada Invasão Britânica fez com que o estilo fosse sumindo aos poucos, culminando com a dispensa, pela Capitol, em 1965, de Dale. Isso não impediu que o guitarrista continuasse se apresentando localmente, mas, no ano seguinte, foi diagnosticado (desacreditado pelos médicos) com câncer retal, obrigando-o a se afastar temporariamente da música. Esta notícia inspirou Jimi Hendrix a compor e gravar, em sua homenagem, sua única música instrumental, "Third Stone From the Sun", cuja única parte cantada diz: "E vocês nunca mais vão ouvir surf music novamente". Anos mais tarde, Dick Dale regravaria esta canção.
| “ | "Conheci Jimi Hendrix quando ele tocava baixo na banda de Little Richards, num bar em Pasadena, para uma 50 pessoas. E Jimi costumava ir aos meus shows, sempre perguntando como fazia isso, como fazia aquilo... Mas dediquei essa música para ele porque essa mesma música ele dedicou para mim, quando soube que eu estava morrendo de câncer" | ” |

### Hiato de 1965 a 1993
A revista Rock Press (edição número 9, de setembro de 1997) publicou uma matéria em que Dick Dale explica por que ficou tanto tempo sem gravar álbuns inéditos:
Apesar de não ter gravado nada inédito neste período, Dale continuou se apresentando nos palcos.
Em 1979, devido a um acidente nas poluídas águas de Newport Beach, quase perdeu uma perna.
Em 1986 tenta reativar a carreira e grava um single beneficente para a UC-Irvine Medical Center
Em 1987, Dale, juntamente a Stevie Ray Vaughan, foi nomeado  para o Grammy de Melhor Performance de Rock Instrumental, com a música "Pipeline (canção)". Neste mesmo ano, os dois fizeram uma aparição no filme Back to the Beach, interpretando esta canção.

### Anos 90: Pulp Fiction e a Volta Ao Sucesso
Dick foi ainda introduzido no ‘Surfing International Hall of Fame’ em 1991. Mesmo ano em que trabalha com a banda Psychefunkapus, de São Francisco, e assina com a Hightone Records, por onde lança o disco Tribal Thunder em 1993. Unknown Territory é lançada um ano depois.
Em 1994, Quentin Tarantino fez com que o nome de Dick Dale voltasse as paradas de sucesso. A canção Miserlou voltou a popularizar-se após ser tema do filme Pulp Fiction. Dick Dale, então, teve um novo período de grande sucesso após a explosão nos anos 60.
Também em 1994, Unknown Territory é lançado. Aproveitando-se do sucesso do filme, o disco ganhou mais atenção que o trabalho anterior.
Depois do filme, o músico foi induzido ao Hollywood Rock Walk of Fame (1996) e ao Surfing Walk of Fame em Huntington Beach em 2011.
Em 1996, pela Beggars Banquet, lança Calling up Spirits, tendo sua esposa e filhos tocando em sua banda nos shows. Em 2001 lança seu último álbum, Spacial Disorientation pelo selo Sin-Drome.
Em agosto de 2015, foi noticiado que Dale estava lutando diariamente contra as dores provocadas por uma longa lista de complicações que inclui diabetes, problemas renais e de coluna. De acordo com o jornal Pittsburgh City Paper, os últimos 15 anos da carreira e da vida de Dale tem sido um pesadelo, com médicos chegando a afirmar que ele teria pouco tempo de vida. Ainda assim, continua se apresentando com frequência, principalmente porque precisa da grana para custear as despesas médicas - suas e de sua esposa Lana, que sofre de esclerose múltipla.

### Falecimento
Dale morreu em Loma Linda, Califórnia, no dia 16 de março de 2019, aos 81 anos de idade. Ele estava em tratamento por insuficiência cardíaca e insuficiência renal antes de sua morte.

## Estilo
| “ | "Eu não sou um guitarrista, eu sou um manipulador de instrumentos, extraio deles sons com os quais eu me identifico." | ” |

Dale foi um dos primeiros músicos da música popular a usar escalas exóticas durante décadas. Mas mais do que isso, juntamente com Leo Fender, ele idealizou o efeito da reverberação – o chamado reverb - e criou o chamado "fuzzy sound", que nada mais é do que a reprodução do som da guitarra sob o efeito do reverb.
Segundo a revista Rolling Stone Brasil, "Dale usa uma Fender Stratocaster especial, cheia de efeitos. O seu instrumento tem reverberação, ecos e sutis distorções que fazem com que sua guitarra toque de uma forma "molhada", reproduzindo a emoção e excitação da prática do surfe. O guitarrista canhoto - que usa uma guitarra para destros - também usa timbres e escalas orientais, algo inédito no rock."
Sobre tocar a guitarra com as cordas invertidas, Dale deu o seguinte depoimentoː "Não é o jeito mais apropriado de se tocar, já que a guitarra foi desenhada para os destros. Eu só forcei meus dedos dessa maneira porque, devido ao meu jeito de tocar bateria, eu sempre senti que meu lado rítmico todo é mais apurado na mão esquerda."

## Equipamentos

### The Fender Tank Reverb
Dick Dale costumava cantar em suas apresentações e vinha usando uma unidade de reverberação desenvolvida por Fender para esse propósito. Um belo dia, Dick resolveu plugar a Strato nessa unidade, o Fender Tank Reverb, e descobriu a América. - '. . .O som do mar !!!' Desta forma, Dale achou o seu som. E o reverb de mola passou a fazer parte do seu timbre, por assim dizer. O próximo passo de Leo Fender foi acoplar uma unidade de reverb no cabeçote do Dual-Showman. Novamente, o primeiro de uma espécie.

### The Beast
Mas não podemos esquecer o fundamental. A guitarra. Ou melhor, The Beast.
Dick Dale, obstinado pela potência do seu som, adotou a Fender Stratocaster como sua guitarra principal, mas logo percebeu que precisava de algo mais robusto, mais forte. Apaixonado pelo timbre de sua guitarra e em profunda fidelidade a seu amigo Leo Fender, Dick nem pensava em troca de instrumento. Dai passou a aumentar a tensão das cordas. De 0.10 foi para 0.11, 0.12, 0.13 e logo a bela Stratocaster dourada voltou para as sábias mãos de Leo Fender, que teve que reforçar o braço do instrumento para que o mesmo pudesse suportar uma tensão de .016, .018, .020, .038, .048, .058 . Outras diferenças fundamentais da guitarra é um switch 'tipo Gibson' para a mudança rápida de captadores e um controle de volume, apenas. A guitarra tem um selo colado atrás da ponte, um tigre chinês ou coisa parecida, presente de Elvis Presley. Para os mais entusiasmados, a Fender lançou uma réplica cosmeticamente exata do modelo original de Dale. Logicamente, a guitarra vem de fábrica encordoada em 0.9.

## Curiosidades
- Dick Dale jamais usou outro equipamento senão a The Beast e seu Dual-Showman, ambos confeccionados pelas próprias mãos de Leo Fender.

- Dick Dale compôs uma canção chamada Belo Horizonte,[11] depois de uma visita à cidade mineira. A música é utilizada na faixa de abertura do DVD da banda Skank Ao Vivo no Mineirão, com a exibição de algumas imagens de BH na década de 40.

## Discografia

### LPs e CDs
- Surfers' Choice (Deltone 1962) - Posição #59 da The Billboard 200
- King of the Surf Guitar (Capitol 1963)
- Checkered Flag (Capitol 1963) - Posição #106 da The Billboard 200
- Mr. Eliminator (Capitol 1964)
- Summer Surf (Capitol 1964)
- Tribal Thunder (HighTone 1993)
- Unknown Territory (HighTone 1994)
- Calling Up Spirits (Beggars Banquet 1996)
- Spacial Disorientation (Dick Dale Records / The Orchard 2001)

### Álbuns Ao Vivo
- Rock Out with Dick Dale and His Del-Tones: Live at Ciro's (Capitol 1965)
- The Tigers Loose (Balboa 1983)
- The Phantom Surfers and Dick Dale - Conquer Your World! (Groovie Records 2011)

### Aparições
- The Silver Sounds Of The Surf (Cloister Records 1963)
- Wild Hot Rod Wails (Diplomat Records 1964)

### Singles
- "Ooh-Whee Marie" (Deltone 1959)
- "Stop Teasing" (Deltone 1959)
- "Jesse Pearl" (Deltone 1960)
- "Let's Go Trippin'" / "Del-Tone Rock" (Deltone 1961)
- "Jungle Fever" / "Shake-N-Stomp" (Deltone 1961)
- "Miserlou" / "Eight 'Til Midnight" (Deltone 1962)
- "Mr. Peppermint Man" / "Surf Beat" (Capitol 1962)
- "Secret Surfin Spot" / "Surfin' and Swingin'" (Capitol 1963)
- "The Wedge" / "Night Rider" (Capitol 1963)
- "Wild Ideas" / "Scavenger" (capitol 1963)
- "Mr. Eliminator" (Capitol 1964)
- "Let's Go Trippin' '65" / "Watusi Jo" (Capitol 1965)
- "Let's Go Trippin'" / "Those Memories Of You" (GNP Crescendo 1975)
- "Pipeline"

### Coletâneas
- Hot Rod Music on Capitol (Capitol 1963)
- The Big Surfin' Sounds on Capitol (Capitol 1964)
- Greatest Hits (GNP Crescendo 1975)
- Golden Summer (United Artists 1976)
- King of the Surf Guitar: The Best of Dick Dale & The Del-Tones (Rhino 1989)
- Cowabunga Surf Box Set (Rhino 1996)
- Rocket Jockey (Rocket Science Games/SegaSoft 1996)
- Better Shred Than Dead: The Dick Dale Anthology (Rhino 1997)
- MOM II Music for our Mother Ocean (Surf Dog Records 1997)
- Guitar Legend: The Very Best of Dick Dale (Shout! Factory 2010)

### Trilhas-Sonoras
| Filme                      | Canção      |
| -------------------------- | ----------- |
| Pulp Fiction               | Miserlou    |
| Escape From L.A.           | Scalped     |
| Space Jam                  | Miserlou    |
| Kid in King Arthur's Court | Surf Beat   |
| The Heavyweights           | NiteRider'  |
| Barbed Wire                | Nitro'      |
| American Vampire           |             |
| Jesus's Son                | Surf Buggy' |

## Prêmios e Honrarias
- Condecorado pela revista norte-americana "Guitar Player" como o "pai do heavy metal"[12]
- 1987 - nomeação para o Grammy Award como melhor performance de Rock Instrumental, com a música "Pipeline", que foi gravada em parceria com Stevie Ray Vaughan.
- 1991 - Induzido ao "Surfing International Hall of Fame"
- 1996 - Induzido ao "Hollywood Rock Walk of Fame"
- 1999 - Indicado ao "Lifetime Achievement Award" da "The L.A. Weekly Magazine"
- 2011 - Induzido ao "Surfing Walk of Fame" em Huntington Beach